# Horntrio
Horntrio bezeichnet eine Gattung der Kammermusik mit der Besetzung Horn, Violine und Klavier. Als ihr historisches Meisterwerk gilt das Horntrio op. 40 von Johannes Brahms. Bedeutende Werke der Neuen Musik für diese Besetzung sind die Horntrios von György Ligeti (1982) und Friedrich Goldmann (2004).

## Einzelnachweis
1. ↑  Andreas Dorschel: Was heißt konservativ in der Kunst? Das Horn im 19. Jahrhundert und das Es-Dur-Trio op. 40 von Johannes Brahms: eine ästhetische Fallstudie. In: Brahms-Studien XIV (2005), S. 55–66.